# なんのこれしき ふろしきマン
「なんのこれしき ふろしきマン」は、水木一郎のシングル。2008年1月23日発売。

## 概要
表題曲は、NHKの音楽番組『みんなのうた』で、2007年12月 - 2008年1月に放送された。
作詞：いえろーばーど、作曲：福本公四郎、編曲：林有三。
「風呂敷」をテーマに、アニメソング歌手・水木一郎に相応しい1970年代アニメソング風に仕立てた楽曲。
水木一郎の『みんなのうた』出演は、本作が唯一である。
『おかあさんといっしょ』の歴代のうたのおにいさんの『みんなのうた』初出演は、2002年6月 - 7月に「ママの結婚」を歌った、7代目の坂田おさむ以来、5年半ぶりとなる。
『みんなのうた』では、5分間1曲枠で放送された。
番組内で使用されたアニメーションの映像は、番組初参加の野村辰寿が制作を担当した。コーラスは谷本貴義、ヤング・フレッシュ。
放送3ヶ月後の2008年4月 - 5月に『みんなのうたお楽しみ枠』限定で再放送されたが、2022年12月6日に水木が逝去されたため生前では唯一の再放送、そして15年後の2023年4月 - 5月に定時番組では初、そして水木物故後では初の再放送となる。

## 収録曲
CD
1. なんのこれしき ふろしきマン
2. Fighter the FUGU
3. なんのこれしき ふろしきマン（オリジナル・カラオケ）
4. Fighter the FUGU（オリジナル・カラオケ）

DVD
1. なんのこれしき ふろしきマン